# Audio Corp
Audio Corp é um estúdio de dublagem fundado em fevereiro de 2003 pelo empresário Gil Monteaux, que era o coordenador da área financeira da Herbert Richers. A sede da empresa fica em Benfica, bairro do Rio de Janeiro.

## Principais trabalhos dublados pela AudioCorp

### Filmes
- Madagascar (exibido na TV Globo)

— Indicado ao Prêmio Yamato de 2006 na categorias: "Melhor Dublagem", "Melhor Trilha Sonora Adaptada" e "Melhor Mixador", ganhando pela última; Alexandre Moreno ainda foi indicado a "Melhor Dublador"
- O Espanta Tubarões (exibido na TV Globo)

— Indicado ao Prêmio Yamato de 2005 nas categorias: "Melhor Dublagem do Ano", "Melhor Técnico(a) de Som", "Melhor Mixador(a)" e "Melhor Tradução"; Clécio Souto ainda foi indicado a "Melhor Ator" pelo papel de Lenny
- Os Sem-Floresta (exibido na TV Globo )

— Indicado ao Prêmio Yamato de 2007 na categoria "Melhor Dublagem"

### Desenhos animados
- O Rei do Pedaço[6]
- Os Simpsons (15.ª-17.ª temporadas)

— A primeira temporada dublada pela empresa foi indicada à "Melhor Redublagem ou Continuação" e "Melhor Técnico de Som" no Prêmio Yamato de 2006; Selma Lopes e Waldyr Sant'anna foram indicados na categoria "Melhor Dubladora" e "Melhor Dublador" pelos papéis de Homer e Marge, respectivamente
- Os Vingadores: Os Super Heróis mais Poderosos da Terra

— Indicado ao Prêmio Yamato de 2011 na categoria "Melhor Canção ou Trilha Adaptada"